# Wereldkampioenschappen langlaufen 2021
De wereldkampioenschappen langlaufen 2021 werden van 24 februari tot en met 7 maart 2021 gehouden in Oberstdorf.

## Wedstrijdschema
| Datum       | Tijd          | Mannen                   | Vrouwen                  |
| ----------- | ------------- | ------------------------ | ------------------------ |
| 24 februari | 14:30 / 12:30 | 10 km (vrije stijl) (Q)  | 5 km (vrije stijl) (Q)   |
| 25 februari | 12:15 15:15   | Sprint (klassieke stijl) | Sprint (klassieke stijl) |
| 27 februari | 13:30 / 11:45 | 30 km skiatlon           | 15 km skiatlon           |
| 28 februari | 11:00 13:00   | Teamsprint (vrije stijl) | Teamsprint (vrije stijl) |
| 2 maart     | 13:15         |                          | 10 km (vrije stijl)      |
| 3 maart     | 13:15         | 15 km (vrije stijl)      |                          |
| 4 maart     | 13:15         |                          | 4x5 km estafette         |
| 5 maart     | 13:15         | 4x10 km estafette        |                          |
| 6 maart     | 12:30         |                          | 30 km (klassieke stijl)  |
| 7 maart     | 13:00         | 50 km (klassieke stijl)  |                          |

## Uitslagen

### Sprint
| Mannen (klassieke stijl) | Mannen (klassieke stijl) | Mannen (klassieke stijl) | Mannen (klassieke stijl) |
| #                        | Naam                     | Land                     | Tijd                     |
| ------------------------ | ------------------------ | ------------------------ | ------------------------ |
| Goud                     | Johannes Høsflot Klæbo   | NOR                      | 3.01,30                  |
| Zilver                   | Erik Valnes              | NOR                      | + 0,66                   |
| Brons                    | Håvard Solås Taugbøl     | NOR                      | + 0,80                   |
| 4                        | Aleksandr Bolsjoenov     | RSF                      | + 5,92                   |
| 5                        | Sergej Oestjoegov        | RSF                      | + 17,41                  |
| 6                        | Oskar Svensson           | SWE                      | + 20,49                  |
| Halvefinalisten          |                          |                          |                          |
| 7                        | Richard Jouve            | FRA                      |                          |
| 8                        | Pål Golberg              | NOR                      |                          |
| 9                        | Gleb Retivych            | RSF                      |                          |
| 10                       | Emil Iversen             | NOR                      |                          |
| 11                       | Federico Pellegrino      | ITA                      |                          |
| 12                       | Jovian Hediger           | SUI                      |                          |

| Vrouwen (klassieke stijl) | Vrouwen (klassieke stijl) | Vrouwen (klassieke stijl) | Vrouwen (klassieke stijl) |
| #                         | Naam                      | Land                      | Tijd                      |
| ------------------------- | ------------------------- | ------------------------- | ------------------------- |
| Goud                      | Jonna Sundling            | SWE                       | 2.36,76                   |
| Zilver                    | Maiken Caspersen Falla    | NOR                       | + 2,32                    |
| Brons                     | Anamarija Lampič          | SLO                       | + 2,35                    |
| 4                         | Johanna Hagström          | SWE                       | + 3,94                    |
| 5                         | Ane Appelkvist Stenseth   | NOR                       | + 7,31                    |
| 6                         | Tiril Udnes Weng          | NOR                       | + 10,76                   |
| Halvefinalisten           |                           |                           |                           |
| 7                         | Anna Svendsen             | NOR                       |                           |
| 8                         | Katri Lylynperä           | FIN                       |                           |
| 9                         | Maja Dahlqvist            | SWE                       |                           |
| 10                        | Laura Gimmler             | GER                       |                           |
| 11                        | Linn Svahn                | SWE                       |                           |
| 12                        | Lotta Udnes Weng          | NOR                       |                           |

### Intervalstart
| Mannen 15 km (vrije stijl) | Mannen 15 km (vrije stijl) | Mannen 15 km (vrije stijl) | Mannen 15 km (vrije stijl) |
| #                          | Naam                       | Land                       | Tijd                       |
| -------------------------- | -------------------------- | -------------------------- | -------------------------- |
| Goud                       | Hans Christer Holund       | NOR                        | 33.48,7                    |
| Zilver                     | Simen Hegstad Krüger       | NOR                        | + 20,2                     |
| Brons                      | Harald Østberg Amundsen    | NOR                        | + 35,6                     |
| 4                          | Aleksandr Bolsjoenov       | RSF                        | + 43,7                     |
| 5                          | Artjom Maltsev             | RSF                        | + 50,7                     |
| 6                          | Sjur Røthe                 | NOR                        | + 55,3                     |
| 7                          | Martin Johnsrud Sundby     | NOR                        | + 55,9                     |
| 8                          | Jens Burman                | SWE                        | + 56,9                     |
| 9                          | William Poromaa            | SWE                        | + 1.02,7                   |
| 10                         | Andrew Musgrave            | GBR                        | + 1.06,3                   |

| Vrouwen 10 km (vrije stijl) | Vrouwen 10 km (vrije stijl) | Vrouwen 10 km (vrije stijl) | Vrouwen 10 km (vrije stijl) |
| #                           | Naam                        | Land                        | Tijd                        |
| --------------------------- | --------------------------- | --------------------------- | --------------------------- |
| Goud                        | Therese Johaug              | NOR                         | 23.09,8                     |
| Zilver                      | Frida Karlsson              | SWE                         | + 54,2                      |
| Brons                       | Ebba Andersson              | SWE                         | + 1.06,9                    |
| 4                           | Jessica Diggins             | USA                         | + 1.12,0                    |
| 5                           | Tatjana Sorina              | RSF                         | + 1.13,8                    |
| 6                           | Charlotte Kalla             | SWE                         | + 1.16,3                    |
| 7                           | Ragnhild Haga               | NOR                         | + 1.25,9                    |
| 8                           | Helene Marie Fossesholm     | NOR                         | + 1.41,0                    |
| 9                           | Teresa Stadlober            | AUT                         | + 1.42,2                    |
| 10                          | Riitta-Liisa Roponen        | FIN                         | + 1.43,9                    |

### Skiatlon
| 30 km mannen (klassieke + vrije stijl) | 30 km mannen (klassieke + vrije stijl) | 30 km mannen (klassieke + vrije stijl) | 30 km mannen (klassieke + vrije stijl) |
| #                                      | Naam                                   | Land                                   | Tijd                                   |
| -------------------------------------- | -------------------------------------- | -------------------------------------- | -------------------------------------- |
| Goud                                   | Aleksandr Bolsjoenov                   | RSF                                    | 1:11.33,9                              |
| Zilver                                 | Simen Hegstad Krüger                   | NOR                                    | + 1,1                                  |
| Brons                                  | Hans Christer Holund                   | NOR                                    | + 1,7                                  |
| 4                                      | Johannes Høsflot Klæbo                 | NOR                                    | + 21,5                                 |
| 5                                      | Emil Iversen                           | NOR                                    | + 22,1                                 |
| 6                                      | Sjur Røthe                             | NOR                                    | + 47,3                                 |
| 7                                      | Andrew Musgrave                        | GBR                                    | + 1.33,3                               |
| 8                                      | Ivan Jakimoesjkin                      | RSF                                    | + 2.00,3                               |
| 9                                      | William Poromaa                        | SWE                                    | + 2.00,4                               |
| 10                                     | Dario Cologna                          | SUI                                    | + 2.00,8                               |

| 15 km vrouwen (klassieke + vrije stijl) | 15 km vrouwen (klassieke + vrije stijl) | 15 km vrouwen (klassieke + vrije stijl) | 15 km vrouwen (klassieke + vrije stijl) |
| #                                       | Naam                                    | Land                                    | Tijd                                    |
| --------------------------------------- | --------------------------------------- | --------------------------------------- | --------------------------------------- |
| Goud                                    | Therese Johaug                          | NOR                                     | 38.35,5                                 |
| Zilver                                  | Frida Karlsson                          | SWE                                     | + 30,0                                  |
| Brons                                   | Ebba Andersson                          | SWE                                     | + 30,2                                  |
| 4                                       | Teresa Stadlober                        | AUT                                     | + 1.11,4                                |
| 5                                       | Charlotte Kalla                         | SWE                                     | + 1.12,1                                |
| 6                                       | Helene Marie Fossesholm                 | NOR                                     | + 1.15,6                                |
| 7                                       | Delphine Claudel                        | FRA                                     | + 1.22,7                                |
| 8                                       | Tatjana Sorina                          | RSF                                     | + 1.23,3                                |
| 9                                       | Heidi Weng                              | NOR                                     | + 1.25,5                                |
| 10                                      | Jana Kirpitsjenko                       | RSF                                     | + 1.30,0                                |

### Massastart
| 50 km mannen (klassieke stijl) | 50 km mannen (klassieke stijl) | 50 km mannen (klassieke stijl) | 50 km mannen (klassieke stijl) |
| #                              | Naam                           | Land                           | Tijd                           |
| ------------------------------ | ------------------------------ | ------------------------------ | ------------------------------ |
| Goud                           | Emil Iversen                   | NOR                            | 2:10.52,9                      |
| Zilver                         | Aleksandr Bolsjoenov           | RSF                            | + 0,7                          |
| Brons                          | Simen Hegstad Krüger           | NOR                            | + 8,2                          |
| 5                              | Hans Christer Holund           | NOR                            | + 8,9                          |
| 6                              | Jens Burman                    | SWE                            | + 25,6                         |
| 7                              | Iivo Niskanen                  | FIN                            | + 31,4                         |
| 8                              | Andrew Musgrave                | GBR                            | + 43,5                         |
| 9                              | Pål Golberg                    | NOR                            | + 58,7                         |
| 10                             | Dario Cologna                  | SUI                            | + 59,1                         |
| 10                             | Scott Patterson                | USA                            | + 1.24,7                       |

| 30 km vrouwen (klassieke stijl) | 30 km vrouwen (klassieke stijl) | 30 km vrouwen (klassieke stijl) | 30 km vrouwen (klassieke stijl) |
| #                               | Naam                            | Land                            | Tijd                            |
| ------------------------------- | ------------------------------- | ------------------------------- | ------------------------------- |
| Goud                            | Therese Johaug                  | NOR                             | 1:24.56,3                       |
| Zilver                          | Heidi Weng                      | NOR                             | + 2.34,2                        |
| Brons                           | Frida Karlsson                  | SWE                             | + 2.34,8                        |
| 4                               | Ebba Andersson                  | SWE                             | + 2.36,3                        |
| 5                               | Teresa Stadlober                | AUT                             | + 2.46,6                        |
| 6                               | Anne Kjersti Kalvå              | NOR                             | + 3.30,2                        |
| 7                               | Tiril Udnes Weng                | NOR                             | + 3.33,5                        |
| 8                               | Krista Pärmäkoski               | FIN                             | + 3.41,7                        |
| 9                               | Tatjana Sorina                  | RSF                             | + 3.51,3                        |
| 10                              | Laura Gimmler                   | GER                             | + 4.08,6                        |

### Teamsprint
| Mannen (vrije stijl) | Mannen (vrije stijl)                     | Mannen (vrije stijl) | Mannen (vrije stijl) |
| #                    | Naam                                     | Land                 | Tijd                 |
| -------------------- | ---------------------------------------- | -------------------- | -------------------- |
| Goud                 | Erik Valnes Johannes Høsflot Klæbo       | NOR                  | 15.01,74             |
| Zilver               | Ristomatti Hakola Joni Mäki              | FIN                  | + 1,68               |
| Brons                | Aleksandr Bolsjoenov Gleb Retivych       | RSF                  | + 2,09               |
| 4                    | Lucas Chanavat Richard Jouve             | FRA                  | + 13,91              |
| 5                    | Francesco De Fabiani Federico Pellegrino | ITA                  | + 16,66              |
| 6                    | Karl-Johan Westberg Oskar Svensson       | SWE                  | + 17,02              |
| 7                    | Antoine Cyr Graham Ritchie               | CAN                  | + 17,06              |
| 8                    | Luděk Šeller Michal Novak                | CZE                  | + 25,41              |
| 9                    | Jovian Hediger Roman Furger              | SUI                  | + 29,64              |
| 10                   | Maciej Staręga Dominik Bury              | POL                  | + 37,40              |

| Vrouwen (vrije stijl) | Vrouwen (vrije stijl)                   | Vrouwen (vrije stijl) | Vrouwen (vrije stijl) |
| #                     | Naam                                    | Land                  | Tijd                  |
| --------------------- | --------------------------------------- | --------------------- | --------------------- |
| Goud                  | Maja Dahlqvist Jonna Sundling           | SWE                   | 16.27,94              |
| Zilver                | Laurien van der Graaff Nadine Fähndrich | SUI                   | + 0,95                |
| Brons                 | Eva Urevc Anamarija Lampič              | SLO                   | + 3,46                |
| 4                     | Joelia Stoepak Natalja Neprjajeva       | RSF                   | + 3,95                |
| 5                     | Rosie Brennan Sadie Maubet Bjornsen     | USA                   | + 5,83                |
| 6                     | Tiril Udnes Weng Maiken Caspersen Falla | NOR                   | + 18,94               |
| 7                     | Krista Pärmäkoski Jasmi Joensuu         | FIN                   | + 24,26               |
| 8                     | Kateřina Razýmová Kateřina Janatová     | CZE                   | + 29,37               |
| 9                     | Victoria Carl Sofie Krehl               | GER                   | + 36,65               |
| 10                    | Flora Dolci Lena Quintin                | FRA                   | + 1.03,80             |

### Estafette
| Mannen 4x10 km (klassieke + vrije stijl) | Mannen 4x10 km (klassieke + vrije stijl)                                  | Mannen 4x10 km (klassieke + vrije stijl) | Mannen 4x10 km (klassieke + vrije stijl) |
| #                                        | Naam                                                                      | Land                                     | Tijd                                     |
| ---------------------------------------- | ------------------------------------------------------------------------- | ---------------------------------------- | ---------------------------------------- |
| Goud                                     | Pål Golberg Emil Iversen Hans Christer Holund Johannes Høsflot Klæbo      | NOR                                      | 1:52.39,0                                |
| Zilver                                   | Aleksej Tsjervotkin Ivan Jakimoesjkin Artjom Maltsev Aleksandr Bolsjoenov | RSF                                      | + 12,0                                   |
| Brons                                    | Hugo Lapalus Maurice Manificat Clément Parisse Jules Lapierre             | FRA                                      | + 1.12,6                                 |
| 4                                        | Johan Häggström Oskar Svensson Jens Burman William Poromaa                | SWE                                      | + 1.16,5                                 |
| 5                                        | Beda Klee Dario Cologna Jason Rüesch Roman Furger                         | SUI                                      | + 1.32,2                                 |
| 6                                        | Ristomatti Hakola Iivo Niskanen Perttu Hyvarinen Joni Mäki                | FIN                                      | + 1.49,4                                 |
| 7                                        | Jonas Dobler Janosch Brugger Lucas Bögl Friedrich Moch                    | GER                                      | + 2.37,9                                 |
| 8                                        | David Norris Scott Patterson Simeon Hamilton Gus Schumacher               | USA                                      | + 2.53,7                                 |
| 9                                        | Naoto Baba Hiroyuki Miyazawa Takatsugu Uda Keishin Yoshida                | JPN                                      | + 4.19,3                                 |
| 10                                       | Graham Ritchie Antoine Cyr Russell Kennedy Remi Drolet                    | CAN                                      | + 4.31,9                                 |

| Vrouwen 4x5 km (klassieke + vrije stijl) | Vrouwen 4x5 km (klassieke + vrije stijl)                               | Vrouwen 4x5 km (klassieke + vrije stijl) | Vrouwen 4x5 km (klassieke + vrije stijl) |
| #                                        | Naam                                                                   | Land                                     | Tijd                                     |
| ---------------------------------------- | ---------------------------------------------------------------------- | ---------------------------------------- | ---------------------------------------- |
| Goud                                     | Tiril Udnes Weng Heidi Weng Therese Johaug Helene Marie Fossesholm     | NOR                                      | 53.43,2                                  |
| Zilver                                   | Jana Kirpitsjenko Joelia Stoepak Tatjana Sorina Natalja Neprjajeva     | RSF                                      | + 26,6                                   |
| Brons                                    | Jasmi Joensuu Johanna Matintalo Riitta-Liisa Roponen Krista Pärmäkoski | FIN                                      | + 46,2                                   |
| 4                                        | Hailey Swirbul Sadie Maubet Bjornsen Rosie Brennan Jessica Diggins     | USA                                      | + 47,0                                   |
| 5                                        | Laura Gimmler Katharina Hennig Pia Fink Victoria Carl                  | GER                                      | + 1.06,4                                 |
| 6                                        | Jonna Sundling Charlotte Kalla Ebba Andersson Frida Karlsson           | SWE                                      | + 2.00,0                                 |
| 7                                        | Laurien van der Graaff Nadine Fähndrich Lydia Hiernickel Alina Meier   | SUI                                      | + 2.49,2                                 |
| 8                                        | Kateřina Razýmová Petra Novaková Kateřina Janatová Petra Hynčicová     | CZE                                      | + 3.04,3                                 |
| 9                                        | Katherine Stewart-Jones Dahria Beatty Cendrine Browne Laura Leclair    | CAN                                      | + 3.42,1                                 |
| 10                                       | Masae Tsuchiya Masako Ishida Miki Kodama Shiori Yokohama               | JPN                                      | + 5.30,0                                 |

### Medailleklassement
| Plaats | Land                   | Goud | Zilver | Brons | Totaal |
| 1      | Noorwegen              | 9    | 5      | 4     | 18     |
| 2      | Zweden                 | 2    | 2      | 3     | 7      |
| 3      | Russische skifederatie | 1    | 3      | 1     | 5      |
| 4      | Finland                | 0    | 1      | 1     | 2      |
| 5      | Zwitserland            | 0    | 1      | 0     | 1      |
| 6      | Slovenië               | 0    | 0      | 2     | 2      |
| 7      | Frankrijk              | 0    | 0      | 1     | 1      |
| Totaal | Totaal                 | 12   | 12     | 12    | 36     |